# مكتبة جامعة بلغراد
مكتبة جامعة بلغراد (بالصربية: Универзитетска библиотека Светозар Марковић) هي مكتبة في جامعة بلغراد الواقعة في مدينة بلغراد عاصمة جمهورية صربيا وتأسست في القرن 19 وتقع بالقرب من كلية الحقوق ومتاخمة لكلية الهندسة الكهربائية وكلية الهندسة المعمارية. وتلبي المكتبة الرئيسية لجامعة بلغراد جميع الاحتياجات للطلاب والأكاديميين والعلماء. ويوم المكتبة هو الرابع والعشرون من مايو. عند تأسيس المكتبة، كانت تحتوي على 5724 منشور. وتحتوي المكتبة اليوم على ما يقرب من 1700000 منشور.
تشمل مقتنيات المكتبة الأعمال الأساسية من جميع المجالات العلمية ومجموعة كبيرة من الموسوعات المحلية والأجنبية والببليوجرافيات والقواميس والمجلات المهنية والعلمية والمنشورات الجامعية والكتب المدرسية ومجموعة كبيرة من رسائل الدكتوراه.

## كتالوجات

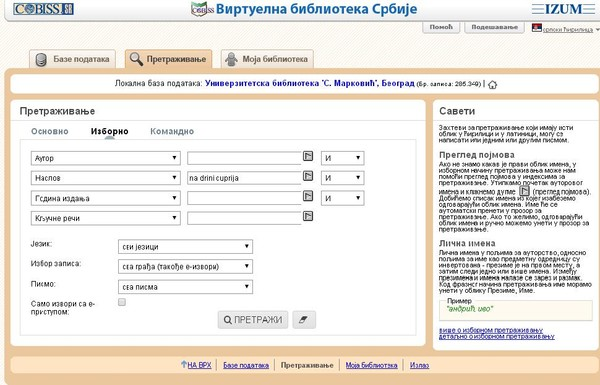
الكتالوج الإلكتروني

تمتلك الجامعة موقع إلكتروني يحتوي على فهرس ومجلات عن الجامعة والمكتبة والدراسة ويعمل على مدار 24 ساعة.

## إرث مكتبة الجامعة
تحتوي على 30 مكتبة منفصلة وتعتبر كيانات مهمة ومنفصلة عن بعضها البعض، وتختلف عن بعضها البعض في الحجم والأهمية. ولكنها ذات قيمة كبيرة، سواء من حيث المحتوى أو من الشهادة أو من إرث الطلاب الذين درسوا فيها وما زالت مكتبة الجامعة تحتفض بها وكذلك شهاداتهم وأدواتهم الذين كانوا يستخدمونها في الدراسة سابقاَ.

## معرض الصور

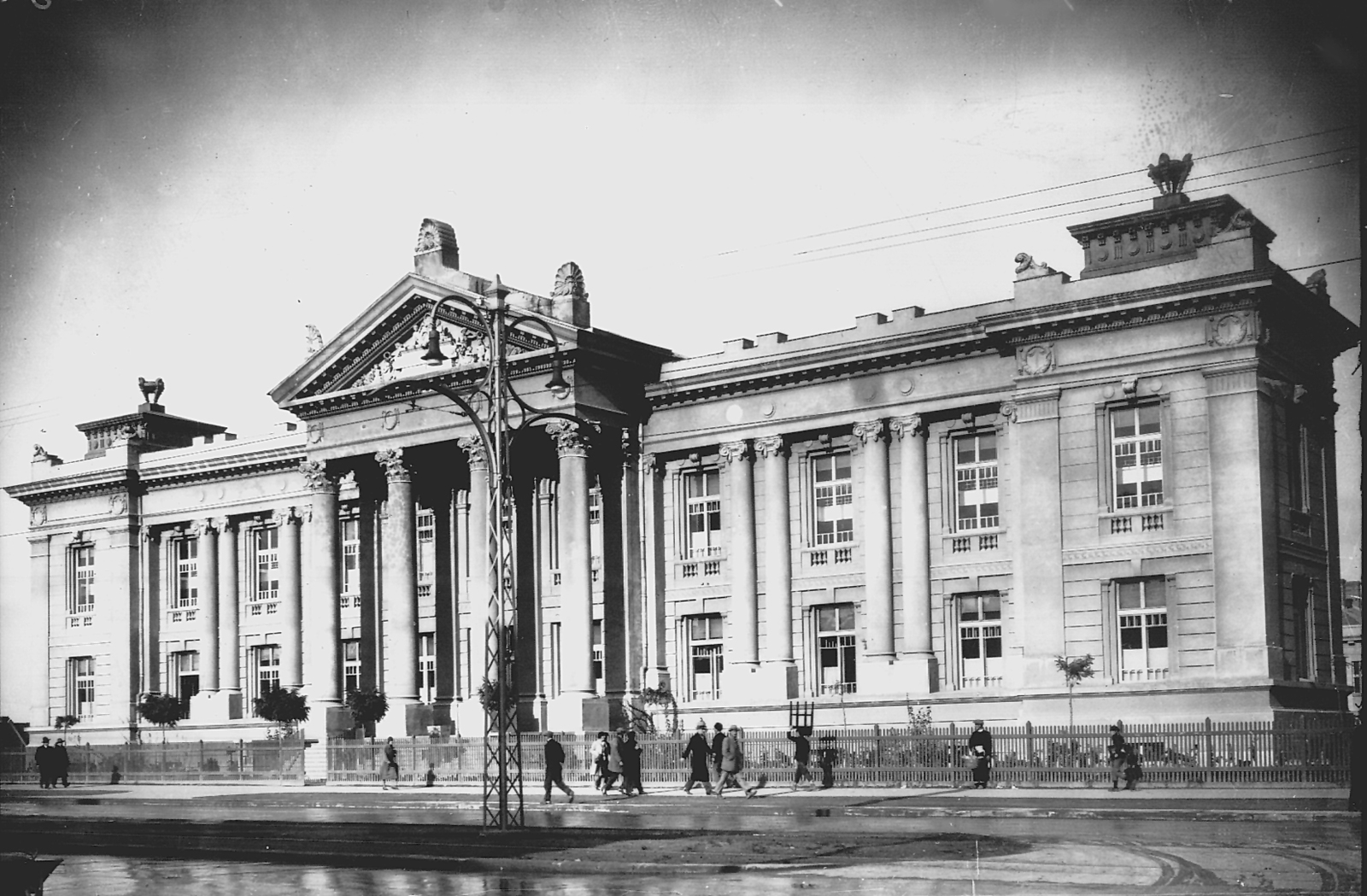
المظهر السابق للمكتبة
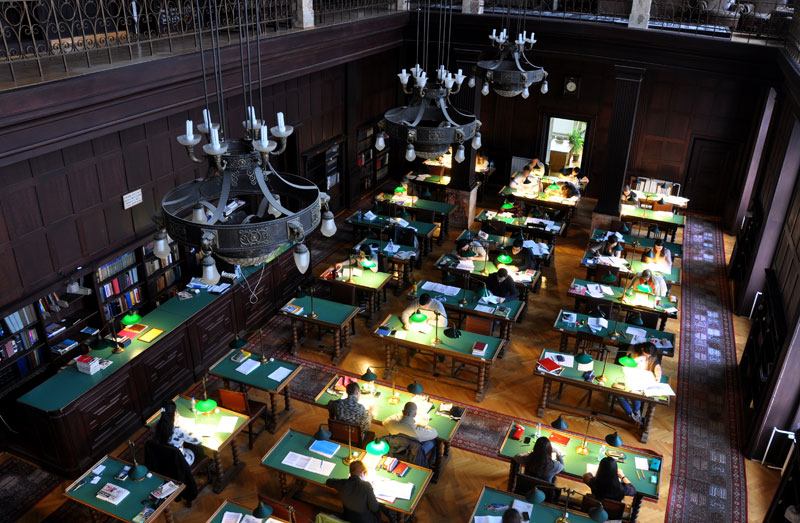
غرفة القراءة

## وصلات خارجية
- موقع مكتبة جامعة بلغراد
- المعهد الجمهوري لحماية الآثار الثقافية - بلغراد
- قائمة الآثار